# 1172
1172 (MCLXXII) je bilo prestopno leto, ki se je po julijanskem koledarju začelo na soboto.

## Dogodki

### Evropa

#### Henrik II. Angleški
- 17. april - Angleški kralj Henrik II. z invazijsko floto zapusti Irsko, kjer ostane večina valižanskih normanskih vitezov iz prve ekspedicije.
- Nedolgo zatem, ko je Henrik II. zapustil Irsko, kambronormanski vitezi po propadlih mirovnih pogajanjih umorijo irskega kralja žepne kraljevine Bréifne Tigernána Ua Ruairca
- Angleški princ Rihard, sin Henrika II. in Eleanore Akvitanske, nazivu akvitanskega vojvode doda še naziv grofa Poitiers, kar je predvsem zasluga matere.
- Propadejo dogovori za poroko med angleškim princem Ivanom in savojsko princeso Alicijo, hčerko grofa Humberta III. Savojskega. Razlog je v uporu kronskega princa Henrika Mladega kralja, ki se boji kosanja Anžuvinskega imperija in s tem očetove dediščine.
- Papež Aleksander III. naloži kralju Henriku II. pokoro za umor canterburyjskega nadškofa Tomaža Becketa leta ← 1170.
- Koncil v Cashelu: podreditev irskega keltskega krščanstva avtoriteti papeža.

#### Gerald Neustrašni in Abu Jakub Jusuf
- Rekonkvista: portugalski kralj Afonz I. in njegov samosvoj vojskovodja Gerald Neustrašni zavzameta mavrsko Bejo, a se potem hudo spreta glede nadaljnje usode mesta. ↓
- → Geraldu Neustrašnemu je dovolj vsega in se ponudi v službo glavnemu sovražniku almohadskemu kalifu Abu Jakubu Jusufu. ↓
- → Kalif ga sprejme, toda ker je nezaupljiv, Geralda pošlje s tisto vojsko, ki mu je še ostala, kot guvernerja nekam v južni Maroko. Geraldu sledijo tudi ovaduhi njegovega suverena, Afonza I., ki je upal, da bi se z Geraldom pobotal in da bi skupaj odprla dve fronti proti Almohadom. 1173 ↔

#### Ostalo po Evropi
- 4. marec - Umrlega ogrskega kralja Štefana III. nasledi njegov brat Béla III.. Oblast prevzame s pomočjo bizantinskega strica (ujca), cesarja Manuela I.
- 28. maj - Beneškega doža Vitala Michela do smrti linča množica, ki ga krivi za katastrofalen neuspeh beneške kazenske ekspedicije proti Bizancu. Nasledi ga Sebastiano Ziani, 39. beneški dož po seznamu. Da bi Benečani obrzdali samosvoje dože ustanovijo zakonodajno skupščino Veliki konzilij (ita. Maggior Consiglio).
- 20. junij - Umrlega grof Ponthieuja Vilijema III. nasledi sin Gvido II.
- 14. oktober - Umrlega deželnega grofa Turingije Ludvika II. nasledi sin Ludvik III.
- Saksonski zgodovinar Helmod iz Bosaua dokonča delo "Zgodovina Slovanov" (lat. Chronica Slavorum). Delo opisuje pokristjanjevanje polabskih slovanov od 9. stol. naprej do nedavnih vendskih križarskih vojn.
- Češki kralj Vladislav II. abdicira v korist sina Friderika, ki prevzame samo naziv vojvode. 1173 ↔
- Skupno romanje saksonskega vojvode Henrika Leva in mecklenburškega kneza Pribislava v Jeruzalem.

### Azija

#### Bližnji vzhod
- V tem letu mora egiptovski vladar Saladin preusperiti pozornost na jug Egipta, zaradi vdora Nubijcev.
- Jeruzalemska kraljevina je na udaru Asasinov, potem ko so Templarji pomorili nekaj njihovih odposlancev, ki so iskali možnost za sklenitev zavezništva.

#### Osrednja Azija
- Ker horezmijski šah Il-Arslan ne plača letnega tributa, ga premagajo Kara-Kitani. Nedolgo zatem umre in kraljevina se v kaotičnih razmerah razdeli med njegove sinove.

## Rojstva
- 12. julij - Macudono Moroie, zadnji japonski regent iz klana Fudživara († 1238)

Neznan datum
- Balduin I. Konstantinopelski, cesar Latinskega cesarstva († okoli 1205)
- Bohemond IV., antioški knez († 1233)
- Isabel de Clare, angleška plemkinja, 4. grofica Pembroke († 1220)
- Izabela I. Jeruzalemska, jeruzalemska in ciprska kraljica († 1205)
- Konrad II., švabski vojvoda († 1196)
- Ludvik I., bloiški grof († 1205)
- Malik al-Zahir, emir Alepa, Saladinov sin († 1216)
- Šota Rustaveli, gruzijski pesnik († 1216)

## Smrti
- 4. marec - Štefan III., madžarski kralj (* 1147)
- 20. junij - Vilijem III., grof Ponthieuja (* 1095)
- 28. maj - Vitale Michiel II., 38. beneški dož
- 14. oktober - Ludvik II., deželni grof Turingije (* 1128)

Neznan datum
- Il-Arslan, horezmijski šah
- Ačarja Hemačandra, indijski džainistični učenjak, matematik (* 1089)
- Dulčeja II., provansalska grofica
- Tigernán Ua Ruairc, irski kralj Bréifneja